# Cratichneumon nikkoensis
Cratichneumon nikkoensis là một loài tò vò trong họ Ichneumonidae.